# La ragazza e il professore (film)
La ragazza e il professore (Svengali) è un film per la televisione del 1983 diretto da Anthony Harvey, basato su Trilby, romanzo di George du Maurier pubblicato nel 1894.

## Trama
Un vecchio cantante allena una giovane donna che crede sarà la prossima rivelazione nel canto. Con il crescere della carriera, il loro legame diventa più forte.

## Produzione
Il film fu prodotto da Robert Halmi.

## Distribuzione
Distribuito dalla Columbia Broadcasting System (CBS), fu presentato in tv negli Stati Uniti il 9 marzo 1983.